# Gottfried Bermann Fischer
Gottfried Bermann Fischer (ursprünglich Gottfried Bermann, * 31. Juli 1897 in Gleiwitz; † 17. September 1995 in Camaiore, Toskana) war ein deutscher Verleger. Er war Schwiegersohn des Gründers des S. Fischer Verlags Samuel Fischer und übernahm nach dessen Tod, gemeinsam mit seiner Ehefrau Brigitte Bermann Fischer, die Geschäftsführung des Verlags.

## Leben
Gottfried Bermann wurde im oberschlesischen Gleiwitz als Sohn des jüdischen Sanitätsrats Salomon Bermann geboren und meldete sich nach der Absolvierung des humanistischen Gymnasiums als Kriegsfreiwilliger. Nachdem er als Offizier im Ersten Weltkrieg gedient hatte, studierte er an den Universitäten Breslau, Freiburg und München Medizin. Anschließend arbeitete er als chirurgischer Assistent im Berliner Krankenhaus Friedrichshain.
Bermann lernte 1924 die ältere Tochter des Verlegers Samuel Fischer, Brigitte (genannt „Tutti“, 1905–1991), kennen. Das Paar heiratete im Februar 1926 und wurde Eltern von drei Töchtern: Gabrielle (1926–1972), Gisela (1929–2014) und Annette (1931–1996).
Samuel Fischer, zu seiner Zeit der erfolgreichste Verleger für Belletristik, suchte seit dem frühen Tod seines Sohnes Gerhart im Jahre 1913 einen Nachfolger für die Führung seines Unternehmens und gewann Bermann dazu, im Oktober 1925 in den Verlag einzutreten. Bermann stieg drei Jahre später zum Geschäftsführer auf und gründete in Anbetracht der immer stärker sich anspannenden politischen Verhältnisse bereits 1932 in der Schweiz eine AG für Verlagsrechte. Er brachte in diese AG neu geschlossene Verträge mit Autoren ein und schützte die Betreffenden dadurch vor möglichen Zugriffen der Nationalsozialisten.
Bermann bestimmte 1932 als redaktionellen Leiter der Neuen Rundschau Peter Suhrkamp, der im Herbst 1933 darüber hinaus auch in den Vorstand einrückte. Die verlegerische Arbeit konnte auch noch fortgesetzt werden, nachdem Samuel Fischer sich immer stärker ins Private zurückzog und am 15. Oktober 1934 starb, da die Nationalsozialisten im Ausland zunächst noch versuchten, den Eindruck einer gewissen Liberalität am Leben zu erhalten. Mehrere der lieferbaren Titel des Hauses fielen trotzdem bereits 1933 der Bücherverbrennung zum Opfer. Bermann entschloss sich 1936, einen Teil des Unternehmens in Deutschland zu lassen und unter dem Namen S. Fischer an einen Verlag zu verkaufen, der dem Propagandaministerium nicht ein Dorn im Auge sei. Dieser Teil sollte von Peter Suhrkamp geleitet werden und für „unbelastete“ Autoren bestimmt sein. Den anderen Teil mit den kritischen Schriftstellern wollte Bermann nach Wien transferieren und unter dem Namen Bermann-Fischer Verlag als GmbH fortführen. Sein Vorhaben wurde von den Behörden bewilligt, und im März wanderte er mit seiner Frau und den drei Töchtern nach Österreich aus. Hier gelang es ihm, weiterhin Werke von Autoren wie Thomas Mann, Hugo von Hofmannsthal, Hermann Hesse, Mechtilde Lichnowsky und Carl Zuckmayer neu herauszubringen und auf dem Markt zu halten.
Bermann war allerdings schon im März 1938 durch den Anschluss Österreichs an das Deutsche Reich genötigt, über Italien in die Schweiz zu fliehen. In Zürich traf er auf den ebenfalls geflohenen Franz Werfel, der ihn auf die Idee brachte, sich in Stockholm niederzulassen. Bermann nahm mit der schwedischen Verlagsgesellschaft Bonnier Kontakt auf und erreichte, dass man ihm genehmigte, sich in Stockholm mit seinem Verlag niederzulassen, da die Bonnier-Firma sich mit 51 Prozent an einer neuen Gründung beteiligen wollte. Bermann konnte, jetzt unter dem Namen Bermann Fischer, die anderen 49 Prozent durch seine Verlagsrechte AG von 1932 einbringen. Er publizierte in Schweden erneut Literatur deutscher und österreichischer Autoren wie Martin Gumpert, Karl Otten, Stefan Zweig und Franz Werfel, ohne seine Bücher jedoch in Deutschland weiter vertreiben zu können. Nachdem auch in Schweden eine Atmosphäre heraufzog, die mit dem nationalsozialistischen Deutschland sympathisierte, und Bermann für fünf Wochen in „Schutzhaft“ genommen wurde, wich die Verlegerfamilie im Juni 1940 in die Vereinigten Staaten aus, wo Bermann Fischer seine verlegerische Tätigkeit fortführte.
Nach dem Zweiten Weltkrieg leitete Bermann Fischer den Verlag zunächst weiter von Stockholm aus, ab 1948 zusammen mit Fritz H. Landshoff, dem Leiter der deutschsprachigen Abteilung des Querido Verlages (1933–1940), als Bermann Fischer/Querido Verlag von Amsterdam aus; auch Wien wird weiter als Verlagsort angegeben. 1950 kam es endgültig zur Trennung von Peter Suhrkamp, der, wie vorgesehen, den in Deutschland verbliebenen Teil des Verlages durch die Hitler-Ära hindurchgebracht hatte. Die Autoren konnten sich zwischen Bermann Fischer und Suhrkamp entscheiden.

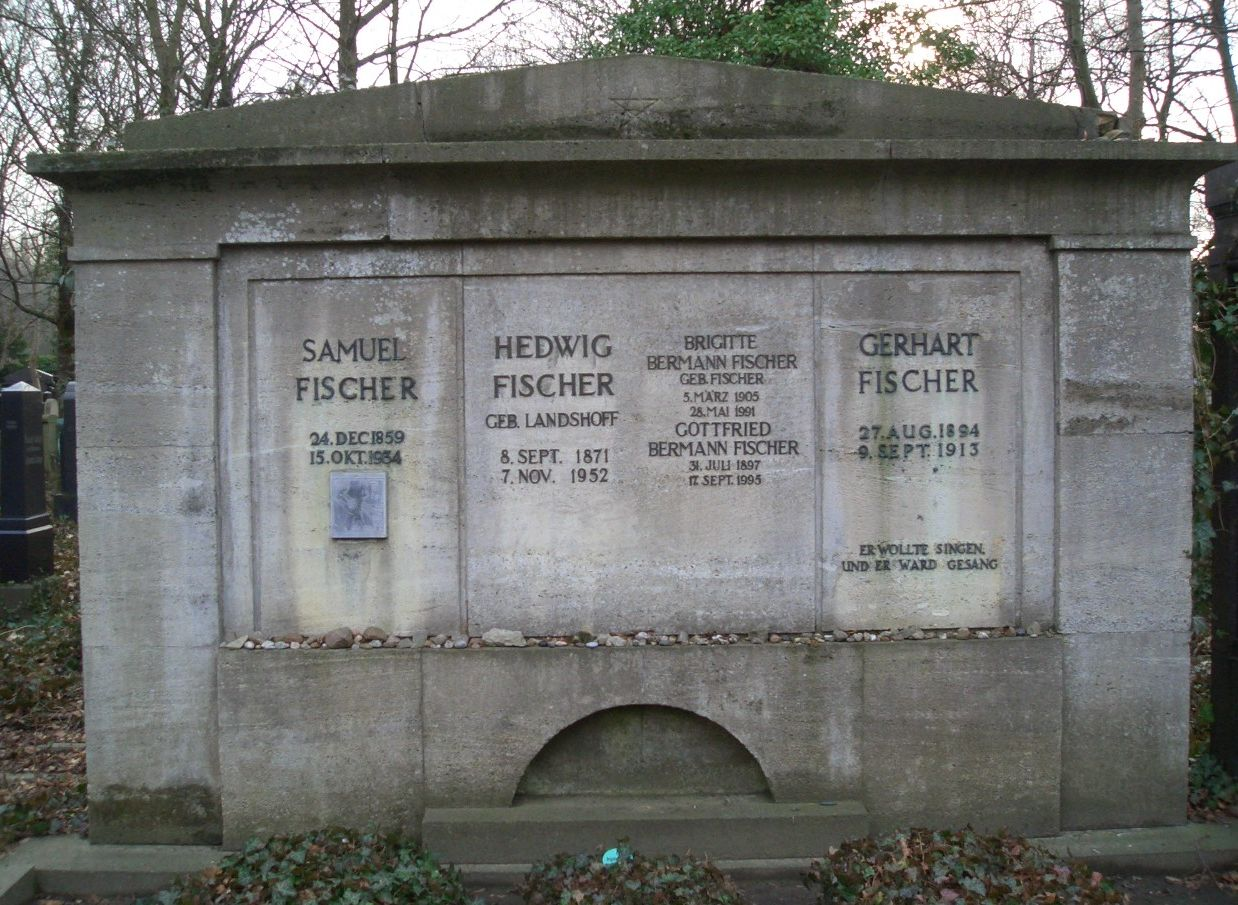
Familiengrab (Ehrengrab) in Berlin-Weißensee

Bermann Fischer zog sich 1963 in den Ruhestand zurück, nachdem er den Verlag 1962 an die Verlagsgruppe Georg von Holtzbrinck verkauft hatte, und widmete seine Zeit fortan der Bildhauerei, zuletzt der Malerei. In seinem letzten Interview erklärte er: „Meine Lebensarbeit stand unter zwei verpflichtenden Aufgaben: den Verlag zu erhalten und gemäß seiner Tradition fortzuführen und meine Familie vor der Vernichtung durch die Naziherrschaft zu bewahren. Daß mir beides […] gelungen ist, erfüllt mich mit unendlichem Dank“ (Haufler / Vogel, S. 19). Bermann Fischer starb 1995 in der Toskana und ist auf dem Jüdischen Friedhof in Berlin-Weißensee beigesetzt.

## Ehrungen
- 1957: Goethe-Plakette der Stadt Frankfurt am Main
- 1958: Großes Verdienstkreuz der Bundesrepublik Deutschland
- 1972: Ehrendoktor der Universität Bern
- 1980: Ehrensenator der Universität Frankfurt

## Werke
- Bedroht – bewahrt: der Weg eines Verlegers. Fischer Taschenbuch, Frankfurt am Main 1994, ISBN 3-596-21169-7 (Erstausgabe:  1967).
- Wanderer durch ein Jahrhundert. Fischer Taschenbuch, Frankfurt am Main 1994, ISBN 3-596-12176-0.
- Briefwechsel mit Autoren. S. Fischer, Frankfurt am Main 2001, ISBN 3-10-021602-4.
- Lebendige Gegenwart: Reden und Aufsätze. 2. Aufl. Classen, Zürich/Stuttgart 1987, ISBN 3-7172-0348-7.
- Peter de Mendelssohn (Hrsg.): Thomas Mann. Briefwechsel mit seinem Verleger Gottfried Bermann Fischer 1932–1955. Fischer Taschenbuch, Frankfurt am Main 1975, ISBN 3-10-048173-9.
- Briefwechsel. Mit Carl Zuckmayer. Band 1: Briefe 1935–1977 / Band 2: Kommentar. Fischer Taschenbuch, Frankfurt am Main 2007, ISBN 978-3-596-17055-5.

## Als Herausgeber
- Die Neue Rundschau vom 6. Juni 1945. Faksimileausgabe. S. Fischer: Frankfurt a. M. 2001, ISBN 3-10-048184-4.
- In Memoriam S. Fischer: 24. Dezember 1859–1959. Zus. mit Brigitte Bermann Fischer. S. Fischer: Frankfurt a. M. 1960, ISBN 3-10-050303-1.

## Notizen
1. ↑  „Nach der Hochzeit ergänzte Bermann seinen Nachnamen und zeichnete fortan mit Bermann-Fischer; der Bindestrich entfiel im amerikanischen Exil.“ (Bruns, Florian: Gottfried Bermann Fischer. Bewahrer und Erneuerer des S. Fischer Verlags (Bd. 251 der Reihe Jüdische Miniaturen, hrsg. v. Hermann Simon), Hentrich & Hentrich Verlag: Berlin & Leipzig 2020, S. 29.)
2. ↑  Spiegel Online, Hamburg, Germany: GESTORBEN: Gottfried Bermann Fischer – Der Spiegel 39/1995. Abgerufen am 16. Juli 2017.
3. ↑  Munzinger-Archiv GmbH, Ravensburg: Gottfried Bermann Fischer – Munzinger Biographie. Abgerufen am 16. Juli 2017.
4. ↑  z. B. Zweig, Marie Antoinette. Bildnis eines mittleren Charakters. Die verfolgungsbegründete Unsicherheit über den Verlagsort führt dazu, dass eine Lizenzausgabe der Stuttgarter Hausbücherei 1949 beide Verlagsorte für B. F. nennt: Amsterdam für den Lizenzgeber, Wien für den ersten Druck nach dem Krieg (1948)

Thomas Mann, Albert Schweitzer, Julius Petersen (1932) |
William Butler Yeats (1934) |
Georg Kolbe (1937) |
Leo Frobenius (1938) |
Anton Kippenberg (1939) |
Hans Pfitzner (1940) |
Friedrich Bethge (1941) |
Wilhelm Schäfer (1943) |
Otto Hahn (1944) |
Franz Volhard, Gustav Mori, Franz Schultz (1947) |
Georg Hartmann (1948) |
André Gide, Adolf Grimme, José Ortega y Gasset, Gerhard Marcks, Friedrich Meinecke, Robert Maynard Hutchins, Victor Gollancz, Carl Jacob Burckhardt (1949) |
Friedrich Dessauer, Friedrich Witz, Richard Merton, Alexander Rudolf Hohlfeld, Boris Rajewsky, Ernst Robert Curtius, Jean Angelloz, Leonard Ashley Willoughby (1951) |
Bernhard Guttmann, Ludwig Seitz, John Jay McCloy (1952) |
Max Horkheimer, Fritz Strich (1953) |
August de Bary, Karl Kleist, Richard Scheibe, Rudolf Alexander Schröder (1954) |
Andreas Bruno Wachsmuth, Fritz von Unruh, Ferdinand Blum, Paul Hindemith, Hanns Wilhelm Eppelsheimer (1955) |
Peter Suhrkamp, Carl Mennicke, Josef Hellauer, Paul Tillich (1956) |
Helmut Walcha, Kasimir Edschmid, Benno Reifenberg, Gottfried Bermann Fischer, Rudolf Pechel (1957) |
Otto Bartning, Friedrich Lehmann, Werner Bock, Martin Buber, Helmut Coing (1958) |
Cicely Veronica Wedgwood, Thornton Wilder, Herman Nohl, Jean Schlumberger, Sir Sarvepalli Radhakrishnan, Yasunari Kawabata (1959) |
Alfred Petersen, Arthur Hübscher, Franz Böhm (1960) |
Vittorio Klostermann (1961) |
Edgar Salin (1962) |
Theodor W. Adorno, Fried Lübbecke, Karl Winnacker (1963) |
Harry Buckwitz (1964) |
Carl Orff (1965) |
Marie Luise Kaschnitz, Heinrich Troeger, Ferdinand Hoff (1966) |
Carl Tesch, Werner Bockelmann, Wilhelm Schöndube, Wilhelm Schäfer (1967) |
Kurt Hessenberg (1973) |
Ljubomir Romansky, Waldemar Kramer (1974) |
Albert Richard Mohr (1976) |
Siegfried Unseld, Oswald von Nell-Breuning SJ (1977) |
Paul Arnsberg (1978) |
Wulf Emmo Ankel, Christoph von Dohnányi, Erich Fromm (postum verliehen 1979) (1981) |
Horst Krüger, Walter Hesselbach, Rudolf Hirsch, Fuat Sezgin (1980) |
Wilhelm Kempf, Sir Georg Solti (1981) |
Leo Löwenthal, Bruno Vondenhoff (1982) |
Harald Keller (1983) |
Marcel Reich-Ranicki (1984) |
Alfred Grosser (1986) |
Joachim Fest (1987) |
Jörgen Schmidt-Voigt (1988) |
Dorothea Loehr, Alfred Schmidt, Dolf Sternberger (1989) |
Eva Demski, Hilmar Hoffmann (1990) |
Albert Mangelsdorff (1991) |
Iring Fetscher, Willi Ziegler (1992) |
Liesel Christ, Walter Weisbecker, Ludwig von Friedeburg (1994) |
Heinrich Schirmbeck, Emil Mangelsdorff, Wolfram Schütte (1995) |
Christiane Nüsslein-Volhard, Walter Boehlich (1996) |
Walter H. Pehle, Hans-Dieter Resch (1997) |
Anja Lundholm, Christoph Vitali, Peter Weiermair (1998) |
Arno Lustiger, Johann Philipp von Bethmann (1999) |
Karl Dedecius, Michael Gotthelf (2000) |
Ernst Klee, Hans-Wolfgang Pfeifer (2001) |
Horst-Eberhard Richter, Peter Eschberg, Heiner Goebbels, Oswald Mathias Ungers (2002) |
Christa von Schnitzler, Albert Speer junior, Chlodwig Poth, Jean-Christophe Ammann, Franz Mon (2003) |
Ferry Ahrlé, Monika Schoeller (2004) |
Henriette Kramer, Gerhard R. Koch (2005) |
Eliahu Inbal, Peter Iden (2006) |
Thomas Bayrle, Carmen-Renate Köper (2007) |
Frank Wolff, E. R. Nele (2008) |
Peter Kurzeck, Rosemarie Fendel (2009) |
Klaus Reichert (2010) |
Hans-Klaus Jungheinrich, Dieter Buroch (2011) |
Felix Mussil, Mischka Popp, Thomas Bergmann (2012) |
Paulus Böhmer, Peter Cahn (2013) |
Hans Traxler, Thomas Gebauer, Wilhelm Genazino (2014) |
Martin Mosebach, Sven Väth (2015) |
Tobias Rehberger, Bettina von Bethmann (2016) |
Claus Helmer, Moses Pelham (2017) |
Max Weinberg (posthum) (2018) |
Bodo Kirchhoff, Effi B. Rolfs, Max Hollein (2019) |
Silke Scheuermann, Burkard Schliessmann (2020) |
Hans Zimmer, Sandra Mann (2021) |
Sabine Fischmann, Volker Mosbrugger (2022) |
Anne Imhof, Michel Friedman (2023) |
Margareta Dillinger, Bernd Loebe (2024) |
Anne Bohnenkamp-Renken (2025)
| Personendaten    | Personendaten              |
| ---------------- | -------------------------- |
| NAME             | Bermann Fischer, Gottfried |
| ALTERNATIVNAMEN  | Bermann-Fischer, Gottfried |
| KURZBESCHREIBUNG | deutscher Verleger         |
| GEBURTSDATUM     | 31. Juli 1897              |
| GEBURTSORT       | Gleiwitz                   |
| STERBEDATUM      | 17. September 1995         |
| STERBEORT        | Camaiore, Italien          |